# Volksbank Adelebsen
Die Volksbank eG (im Außenauftritt Volksbank eG Adelebsen) ist eine deutsche Genossenschaftsbank mit Sitz im niedersächsischen Flecken Adelebsen im Landkreis Göttingen.

## Geschichte
Der erste Vorläufer der heutigen Volksbank eG war der am 14. Februar 1886 gegründete „Barteröder Spar- und Darlehnskassenverein“. In den Folgejahren wurden weitere Spar- und Darlehnskassenvereine gegründet: 1887 der „Adelebsener Spar- und Darlehnskassenverein“ und der „Erbsener Spar- und Darlehnskassenverein“, 1895 die „Spar- und Darlehnskasse eGmuH zu Offensen“, 1897 die „Spar- und Darlehnskasse eGmuH zu Güntersen“ sowie 1922 die „Spar- und Darlehnskasse eGmuH in Lödingsen“.
Im Jahr 1958 wurde die Erbsener Spar- und Darlehnskasse mit der Lödingsener Spar- und Darlehnskasse verschmolzen. 1965 erfolgte die Verschmelzung der Spar- und Darlehnskasse Barterode mit der Spar- und Darlehnskasse Adelebsen; 1968 wurden auch die Spar- und Darlehnskassen Güntersen und Lödingsen mit der Spar- und Darlehnskasse Adelebsen verschmolzen. Die letzte Fusion erfolgte 1971 durch Übernahme der Spar- und Darlehnskasse Offensen. Im Jahr 1975 folgte dann die Umfirmierung von „Spar- und Darlehnskasse eG“ in den heutigen Namen „Volksbank eG“.

### Firmierungen
In der Beschreibung der Entstehung der heutigen Volksbank eG wird der zum Zeitpunkt der Verschmelzung jeweils geführte Name angegeben:
- Volksbank eG, Adelebsen (bis 1975 Spar- und Darlehnskasse eG, gegründet 1887)
  - Spar- und Darlehnskasse eGmuH, Barterode (1886 bis 1965)
  - Spar- und Darlehnskasse eGmbH, Güntersen (1897 bis 1968)
  - Spar- und Darlehnskasse eGmbH, Lödingsen (1922 bis 1968)
    - Spar- und Darlehnskasse eGmbH, Erbsen (1887 bis 1958)

  - Spar- und Darlehnskasse eGmbH, Offensen (1895 bis 1971)

## Rechtsverhältnisse
Die Volksbank eG ist im Genossenschaftsregister beim Amtsgericht Göttingen unter GnR 135 eingetragen.

## Organisationsstruktur
Rechtsgrundlagen sind das Genossenschaftsgesetz und die durch die Vertreterversammlung erlassene Satzung. Organe der Bank sind der Vorstand, der Aufsichtsrat und die Vertreterversammlung.

## Sicherungseinrichtung
Die Volksbank eG ist der amtlich anerkannten Sicherungseinrichtung des Bundesverbandes der Deutschen Volksbanken und Raiffeisenbanken GmbH und der zusätzlichen freiwilligen Sicherungseinrichtung des Bundesverbandes der Deutschen Volksbanken und Raiffeisenbanken e.V. angeschlossen.

## Geschäftsausrichtung
Die Volksbank eG betreibt das Universalbankgeschäft. Im Verbundgeschäft arbeitet sie mit der DZ Bank, R+V Versicherung, Bausparkasse Schwäbisch Hall, Teambank, VR Leasing und der Union Investment zusammen.

## Geschäftsgebiet und Geschäftsstellen
Das Geschäftsgebiet der Volksbank eG umfasst den Flecken Adelebsen, den Stadtteil Knutbühren der Stadt Göttingen, den Ortsteil Emmenhausen des Flecken Bovenden, die alle im Landkreis Göttingen liegen sowie den Stadtteil Offensen der Stadt Uslar im Landkreis Northeim.
Die Volksbank eG unterhält inzwischen neben der Hauptstelle in Adelebsen keine weiteren Filialen mehr. Ursprünglich betriebene Filialen in Offensen, Güntersen und Lödingsen sowie eine Zahlstelle in Knutbühren wurden in den Jahren 2013 bis 2018 geschlossen und die Filiale Barterode in eine SB-Stelle umgewandelt. Diese wurde im Jahr 2023 auch aufgegeben.